# Jade Nile
Jade Nile (Mesa, Arizona; 15 de octubre de 1992) es una actriz pornográfica y modelo erótica estadounidense.

## Biografía
Jade Nile, nombre artístico, nació en octubre de 1992 en la ciudad de Mesa, ubicada en el condado de Maricopa en el estado de Arizona. No se conoce mucho acerca de su biografía antes de 2013, cuando comenzó a aparecer en shows como camgirl. Por medio de un agente que la contactó voló a Los Ángeles, donde realizó sus primeras audiciones para actriz.
Debutó como actriz pornográfica en junio de 2014, cuando tenía 22 años, realizando su primera escena para la productora Girls Gone Wild. Como actriz, ha trabajado para productoras como Blacked, Tushy, Jules Jordan Video, Evil Angel, Girlfriends Films, New Sensations, Reality Kings, 21Sextury, Vixen, Mofos, Penthouse, Hustler, 3rd Degree, Wicked o Naughty America.
En 2016 destacó por sus dos nominaciones en los Premios AVN en las categorías de Mejor actriz revelación y a la Mejor escena de trío H-M-H por Virgin, junto a Mr. Pete y Keiran Lee.
En 2018 grabó su primera escena de sexo anal en la película First Anal 6, junto a las actrices Haven Rae, Kenzie Reeves y Whitney Wright.
Ha aparecido en más de 310 películas como actriz.
Algunos trabajos suyos son 1 Room 4 Girls 2, Almost Caught, Black and Blue, Dirty Talkin' Stepdaughters 4, Geeky Gals, Hair Supply, Lesbian Legal 13, My Hotwife Likes It Rough, Office Obsession 3, Sharing Is Caring o Triple BJs.

## Premios y nominaciones
| Año  | Ceremonia                   | Resultado | Premio                                   | Trabajo                    |
| ---- | --------------------------- | --------- | ---------------------------------------- | -------------------------- |
| 2015 | Nightmoves                  | Nominada  | Best New Starlet                         | —                          |
| 2015 | Nightmoves Fan Awards       | Nominada  | Best New Starlet                         | —                          |
| 2016 | Premios AVN                 | Nominada  | Mejor actriz revelación                  | —                          |
| 2016 | Premios AVN                 | Nominada  | Mejor escena de trío H-M-H               | Virgin                     |
| 2016 | Premios AVN                 | Nominada  | Premio fan: Debutante más caliente       | —                          |
| 2016 | Spank Bank Awards           | Nominada  | Best Swallower                           | —                          |
| 2016 | Spank Bank Awards           | Nominada  | Countess of Contortionism                | —                          |
| 2016 | Spank Bank Awards           | Nominada  | Porn's Next Superstar                    | —                          |
| 2016 | Spank Bank Awards           | Nominada  | The Girl Next Door... Only Better        | —                          |
| 2016 | Spank Bank Awards           | Nominada  | Tightest Twat                            | —                          |
| 2016 | Spank Bank Technical Awards | Ganadora  | Dragon Staff Wizard                      | —                          |
| 2019 | Premios AVN                 | Nominada  | Mejor escena de sexo lésbico en grupo    | My Girlfriend's Girlfriend |
| 2019 | Premios AVN                 | Nominada  | Premio fan: Mejores pechos               | —                          |
| 2019 | Spank Bank Awards           | Nominada  | Daisy Chain Cognoscenti                  | —                          |
| 2019 | Spank Bank Awards           | Nominada  | Gloryhole Guru of the Year               | —                          |
| 2019 | Spank Bank Awards           | Nominada  | Instagram Girl of the Year               | —                          |
| 2019 | Spank Bank Awards           | Nominada  | Royal Majesty of the Stripper Pole       | —                          |
| 2019 | Spank Bank Awards           | Nominada  | Threesome Savant of the Year             | —                          |
| 2020 | Premios AVN                 | Nominada  | Mejor escena de sexo en realidad virtual | Desert Orgy                |